# Galloperdix spadicea
El faisancillo rojo (Galloperdix spadicea) es una especie de ave galliforme de la familia Phasianidae endémica de la India. Es un ave que habita normalmente en los bosques, con un comportamiento huidizo a pesar de su tamaño. Tiene un canto muy característico y en general sólo puede ser visto por pocos segundos antes de que se esconda en la maleza. Tiene el plumaje rojizo y se parece a una perdiz grande pero su cola es más larga. Presenta una carúncula facial rojiza alrededor del ojo. Las patas de los individuos de ambos sexos tienen uno o dos espolones.

## Descripción

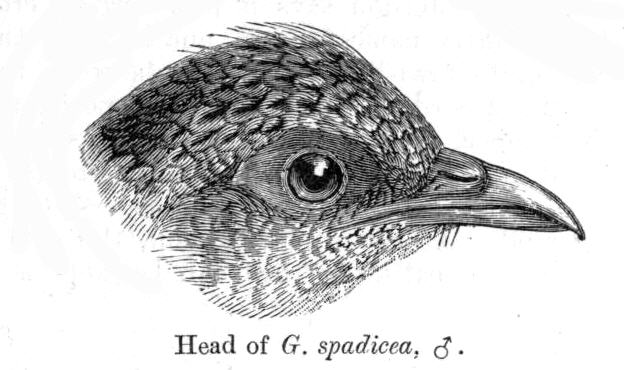

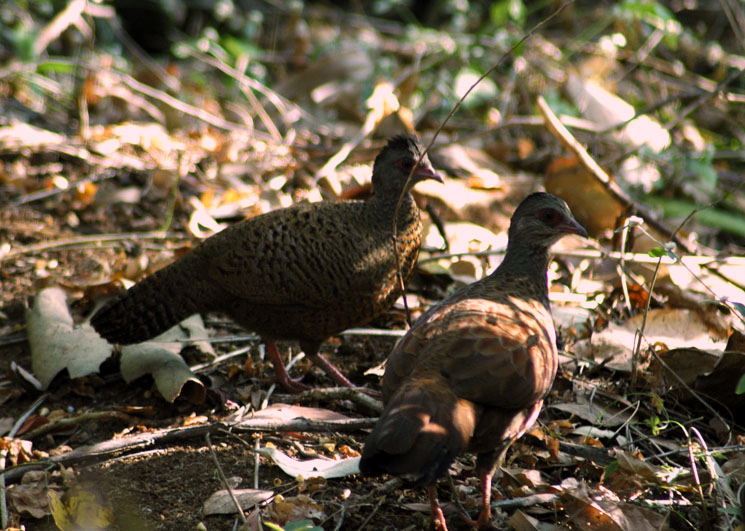
Pareja en una sombra.

De plumaje castaño rojizo, esta ave tiene un aspecto similar al una perdiz pero con la cola algo más larga. Sus partes superiores son castañas con veteado oscuro, excepto la cabeza y el cuello de los machos que son grises. Sus partes inferiores son rojizas con marcas oscuras y ambos sexos presentan una carúncula facial roja alrededor del ojo, y patas rojizas con uno o dos espolones (en raras ocasiones tres o cuatro, aunque las hembras a veces no tienen ninguno.) Los pollos que todavía cubiertos por plúmón tienen la cabeza de color canela del mismo color que su cuerpo, y una banda de color marrón oscuro a lo largo del lomo bordeada por rayas color crema enmarcadas por finas líneas de marrón oscuro. El macho de la raza Kerala tiene un plumaje totalmente castaño, incluyendo las plumas de la cabeza. Ambos sexos tienen largas plumas en el píleo que pueden ser erigidas en forma de cresta.

## Taxonomía y filogenética
Este faisancillo constituye las tres especies del género Galloperdix y constituye su especie tipo. Gmelin lo describió bajo el nombre de Tetrao spadiceus y la posición del género fue modificada por Edward Blyth en 1844. La cola tiene 14 plumas que presentan una ligera graduación. Las alas son cortas y redondeadas, y la piel roja alrededor del ojo es más brillante durante la época de reproducción. Las poblaciones en tres áreas de distribución han sido designadas como subespecies: caurina para las poblaciones en el área de Aravalli, stewarti para la población del sur de Kerala y la población nominal del resto de la India. En cuanto a la coloración, las hembras muestran una variación clinal hacia tonos más oscuros hacia el sur de las áreas en las que habitan.

## Hábitat y distribución
La especie habita en zonas de matorrales o en bosques caducos secos o húmedos que suelen ocupar zonas montañosas. Puede encontrarse en la parte de la India situada al sur del Ganges. Prefieren áreas con un sotobosque desarrollado, incluso aquel formado por especies invasivas del género Lantana.

## Comportamiento y ecología
Los faisancillos rojos tienen la costumbre de buscar alimentos en pequeños grupos de tres a cinco individuos. Cuando se desplazan caminando sus colas a veces permanecen en posición vertical tal como ocurre con las de las aves de corral. Son muy silenciosos durante el día pero producen cantos de llamada en la mañana y al atardecer. Se alimentan de hojas caídas, bayas, moluscos e insectos además de tragar gravilla para ayudarse con la digestión. Cuando son sorprendidos suelen volar una corta distancia, pero permanecen en territorios bien definidos a lo largo del año. Suelen posarse en los árboles.
Sus cantos incluyen un característico ker-wick...kerwick... y un áspero karr...karrr.... El nombre maratí Kokatri se basa en estos sonidos.
La época de cría dura de enero a junio, principalmente antes de las lluvias. Al ser un ave que anida en el suelo, suele poner de tres a cinco huevos en un hoyo cavado por ellos mismos. Los machos son monóginos pero no incuban los huevos. Se han observado machos distrayendo la atención de los observadores cuando hay hembras con polluelos a proximidad.
El nemátodo común Heterakis gallinae ha sido encontrado en la especie en cautividad así como se han detectado garrapatas de la familia Ixodidae en individuos silvestres. La especie de helminto Lerouxinema lerouxi ha sido descrita con el faisancillo rojo como hospedador tipo. Hongos queratófilos como Ctenomyces serratus también han sido encontrados en esta especie.